# 心叶沙参
心叶沙参（学名：Adenophora cordifolia）为桔梗科沙参属的植物，是中国的特有植物。分布于中国大陆的河南等地，生长于海拔2,100米的地区，一般生长在潮湿处岩石缝中，目前尚未由人工引种栽培。